# Peneveronatus australis
Peneveronatus australis is een keversoort uit de familie moerasweekschilden (Scirtidae). De wetenschappelijke naam van de soort werd in 1953 gepubliceerd door Armstrong.